# Liberec-Horní Růžodol (nádraží)
Liberec-Horní Růžodol je nádraží, které se nachází v liberecké čtvrti Horní Růžodol. Prochází tudy železniční trať Liberec – Česká Lípa. V provozu je již od 17. září 1900.

## Popis stanice

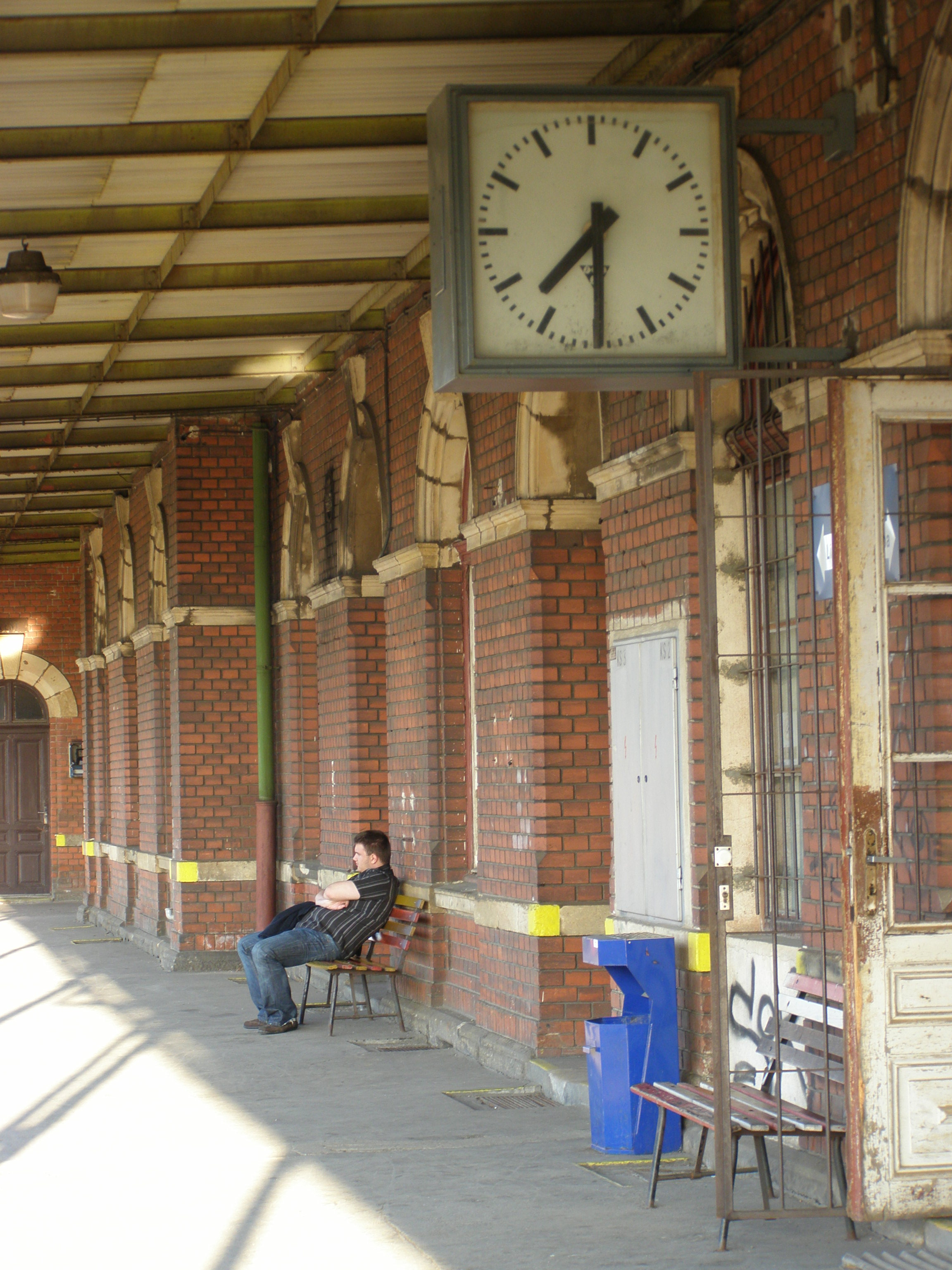
Nástupiště

Červená cihlová nádražní budova je vystavěna ve shodném stylu jako další nádražní budovy na trati – např. v Jablonném v Podještědí či v Mimoni. Budova je dnes v havarijním stavu a nutným řešením je rekonstrukce. Vlastník budovy, České dráhy, ji chce nabídnout k prodeji.
Uvnitř budovy jsou vybudovány byty pro zaměstnance Českých drah. Čekárna i osobní pokladna jsou již uzavřeny, ve stanici se nachází dopravní kancelář s výpravčím. Výpravčí obsluhuje i jedno ze stavědel, druhé má na starost signalista.
Z nádraží vychází vlečka vedená do areálu podniku Magna, dříve z něj vycházela i vlečka do areálu místních jatek, ta je však dnes již zrušena a snesena.
Nedaleko se nachází stanice libereckých tramvají Janův Důl a stanice libereckých autobusů MHD Husitská.
V současné době zde staví jen osobní a spěšné vlaky Liberec – Česká Lípa – Děčín. Rychlíky Liberec – Ústí nad Labem, které zde dříve stavěly, nyní stanicí projíždějí.

## Dobývání sekáčem do nádražní budovy
Ve čtvrtek 19. ledna 2017 se 22letý mladík dobýval do staniční budovy sekáčem.
Do osobního vlaku 6618 Liberec - Česká Lípa s odjezdem z Liberce ve 22.50 hodin nastoupil 22letý student liberecké vysoké školy z České Lípy, který údajně slavil zkoušku a byl ovlivněný omamnými látkami. V Liberci začal obtěžovat vlakvedoucí a za pomoci cestujících byl vyloučen z přepravy a vysaděn z vlaku hned v následující železniční stanici Liberec Horní Růžodol. Od vlaku se dotyčný potácel, padal do sněhu a choval se agresivně. Došel k lavičce na kryté nástupiště, kde si chtěl lehnout a řval, že chce pustit do budovy. Protože bylo již 23 hodin, čekárna byla po odjezdu vlaku uzavřena. Poté začal kopat nohama do oken bývalé restaurace, která rozbil, následně rozkopal okna dveří čekárny. Výpravčí se proto rychle uzamkl v dopravní kanceláři a volal na tísňovou linku 158 Policii České republiky. Agresivní student pokračoval v řádění a začal se dobývat do dopravní kanceláře. Přes mříž u dopravní kanceláře, kde bylo nářadí na odklízení sněhu, sebral sekáček na  led na násadě a pustil se do plastových dveří a postupně rozbil bezpečnostní skleněnou výplň dveří do dopravní kanceláře.
Výplně dveří do čekárny i dopravní kanceláře byly nahrazeny provizorně nevzhlednou dřevotřískou.
Případem se již zabývali policisté. „Vzhledem k mladíkově opilosti ho policisté nejprve převezli na protialkoholní záchytnou stanici. Dechovou orientační zkoušku na alkohol nebyl vůbec schopen absolvovat. Na majetku Českých drah svým řáděním způsobil škodu za přibližně 10 000 korun," upřesnila tisková mluvčí Policie ČR Ivana Baláková.